# گروه F جام جهانی فوتبال ۲۰۲۲

ترکیب دو تیم بلژیک و مراکش ۲۰۲۲ گروه F

گروه F جام جهانی فوتبال ۲۰۲۲ که مسابقات آن از ۲۳ نوامبر تا ۱ دسامبر ۲۰۲۲ (۲ تا ۱۰ آذر ۱۴۰۱) برگزار شد، از تیم‌های بلژیک، کانادا، مراکش و کرواسی تشکیل شده است. دو تیم برتر این گروه به مرحله یک‌هشتم نهایی راه پیدا کردند.(مراکش و کرواسی)

## تیم‌ها
| جایگاه قرعه | کشور   | گلدان | کنفدراسیون | شیوه راه‌یابی        | تاریخ راه‌یابی  | شمار راه یافتن | زمان راه‌یابی | بهترین دستاورد گذشته | رده‌بندی فیفا |
| جایگاه قرعه | کشور   | گلدان | کنفدراسیون | شیوه راه‌یابی        | تاریخ راه‌یابی  | شمار راه یافتن | زمان راه‌یابی | بهترین دستاورد گذشته | ژوئیه 2023   |
| ----------- | ------ | ----- | ---------- | ------------------- | -------------- | -------------- | ------------ | -------------------- | ------------ |
| F1          | بلژیک  | ۱     | یوفا       | تیم اول گروه E یوفا | ۱۳ نوامبر ۲۰۲۱ | ۱۴ بار         | ۲۰۱۸         | رده سوم (۲۰۱۸)       | ۵            |
| F2          | کانادا | ۴     | کونکاکاف   | تیم اول کونکاکاف    | ۲۷ مارس ۲۰۲۲   | ۲ بار          | ۱۹۸۶         | مرحله گروهی (۱۹۸۶)   | ۴۳           |
| F3          | مراکش  | ۳     | کاف        | برنده مرحله سوم کاف | ۲۹ مارس ۲۰۲۲   | ۶ بار          | ۲۰۱۸         | یک‌هشتم پایانی (۱۹۸۶) | ۱۴           |
| F4          | کرواسی | ۲     | یوفا       | تیم اول گروه H یوفا | ۱۴ نوامبر ۲۰۲۱ | ۶ بار          | ۲۰۱۸         | رده دوم (۲۰۱۸)       | ۶            |

یادداشت‌ها
1. ↑  از رده‌بندی مارس ۲۰۲۲ برای قرعه‌کشی نهایی استفاده شد.

## جدول
| رده | کشور   | ب | پ | م | ش | گ‌ز | گ‌خ | ت‌گ | امتیاز | راه‌یابی            |
| --- | ------ | - | - | - | - | -- | -- | -- | ------ | ------------------ |
| ۱   | مراکش  | ۳ | ۲ | ۱ | ۰ | ۴  | ۱  | ۳+ | ۷      | صعود به مرحله حذفی |
| ۲   | کرواسی | ۳ | ۱ | ۲ | ۰ | ۴  | ۱  | ۳+ | ۵      | صعود به مرحله حذفی |
| ۳   | بلژیک  | ۳ | ۱ | ۱ | ۱ | ۱  | ۲  | ۱- | ۴      |                    |
| ۴   | کانادا | ۳ | ۰ | ۰ | ۳ | ۲  | ۷  | ۵- | ۰      |                    |

نخستین مسابقه در تاریخ ۲۳ نوامبر ۲۰۲۲ (۲ آذر ۱۴۰۱) برگزار خواهد شد. منبع: فیفا

قوانین رتبه بندی: رتبه‌بندی مرحله گروهی

در مرحله یک‌هشتم نهایی:
- تیم اول گروه F مقابل تیم دوم گروه E قرار می‌گیرد.
- تیم دوم گروه F مقابل تیم اول گروه E قرار می‌گیرد.

## بازی‌ها
تمامی زمان‌ها به ساعت قطر هستند. (یوتی‌سی ۳+).

### مراکش برابر کرواسی
دو کشور یک‌بار به پیکار یکدیگر رفته اند که در یک دیدار دوستانه در سال ۱۹۹۶ با نتیجه ۲–۲ به تساوی رسیدند. 
| مراکش | ۰–۰   | کرواسی |
| ----- | ----- | ------ |
|       | گزارش |        |

### بلژیک برابر کانادا
دو تیم یک‌بار به مصاف یکدیگر رفته اند که در یک دیدار دوستانه در سال ۱۹۸۹ بلژیک موفق شد با نتیجه ۲–۰ به پیروزی برسد. 

| بلژیک | ۱–۰   | کانادا |
| ----- | ----- | ------ |
|       | گزارش |        |

### بلژیک برابر مراکش
دو تیم یک‌بار در جام جهانی به مصاف هم رفته اند که بلژیک با نتیجه ۱–۰ در مرحله گروهی جام جهانی ۱۹۹۴ به پیروزی رسید.
| بلژیک | ۰–۲   | مراکش |
| ----- | ----- | ----- |
|       | گزارش |       |

### کرواسی برابر کانادا
این دو تیم پیش از این تابحال باهم دیداری نداشتند.
| کرواسی | ۴–۱   | کانادا |
| ------ | ----- | ------ |
|        | گزارش |        |

### کرواسی برابر بلژیک
دو تیم هشت بار به مصاف یکدیگر رفته اند که آخرین بار در یک دیدار دوستانه در سال ۲۰۲۱ بلژیک موفق شد با نتیجه ۱–۰ به پیروزی برسد. 
| کرواسی | ۰–۰   | بلژیک |
| ------ | ----- | ----- |
|        | گزارش |       |

### کانادا برابر مراکش
دو تیم سه بار به مصاف یکدیگر رفته اند که آخرین بار در یک دیدار دوستانه در سال ۲۰۱۶ مراکش موفق شد با نتیجه ۴–۰ به پیروزی برسد. 
| کانادا | ۱–۲   | مراکش |
| ------ | ----- | ----- |
|        | گزارش |       |

## موارد انضباطی
در صورت تساوی قوانین رتبه‌بندی تیم‌ها در مرحله‌ی گروهی چه در مجموع و چه در رو در رو، از امتیاز موارد انضباطی یا به اصطلاح بازی جوانمردانه به عنوان یک قانون رتبه‌بندی استفاده می‌شود. این موارد بر اساس کارت‌های زرد و قرمز دریافتی در تمامی مسابقات گروهی است که به شرح زیر محاسبه می‌شود:
- کارت زرد اول: منفی ۱ امتیاز
- کارت قرمز غیرمستقیم (کارت زرد دوم): منفی ۳ امتیاز
- کارت قرمز مستقیم: منفی ۴ امتیاز
- کارت زرد و کارت قرمز مستقیم: منفی ۵ امتیاز

فقط یکی از امتیازهای منفی فوق را می توان برای یک بازیکن در یک مسابقه اعمال کرد. 
| تیم    | مسابقه ۱ | مسابقه ۱                      | مسابقه ۱ | مسابقه ۱               | مسابقه ۲ | مسابقه ۲                      | مسابقه ۲ | مسابقه ۲               | مسابقه ۳ | مسابقه ۳                      | مسابقه ۳ | مسابقه ۳               | امتیاز |
| تیم    |          | Yellow card · Yellow-red card | Red card | Yellow card · Red card |          | Yellow card · Yellow-red card | Red card | Yellow card · Red card |          | Yellow card · Yellow-red card | Red card | Yellow card · Red card | امتیاز |
| ------ | -------- | ----------------------------- | -------- | ---------------------- | -------- | ----------------------------- | -------- | ---------------------- | -------- | ----------------------------- | -------- | ---------------------- | ------ |
| بلژیک  |          |                               |          |                        |          |                               |          |                        |          |                               |          |                        |        |
| کانادا |          |                               |          |                        |          |                               |          |                        |          |                               |          |                        |        |
| مراکش  |          |                               |          |                        |          |                               |          |                        |          |                               |          |                        |        |
| کرواسی |          |                               |          |                        |          |                               |          |                        |          |                               |          |                        |        |